# Sexo e Repressão na Sociedade Selvagem
Sexo e Repressão na Sociedade Selvagem é um livro publicado em 1927 pelo antropólogo Bronislaw Malinowski, ele questiona algumas ideias da psicanálise propostas por Freud como universais, principalmente o Complexo de Édipo. Malinowski fornece uma explicação parcial do papel do sexo na organização social através da síntese entre psicanálise e antropologia, consideradas ciências rivais na época da publicação.
O livro é dividido em quatro partes. Na primeira ("A Formação de Um Complexo"), ele expõe as questões relacionadas à sexualidade infantil através da puberdade e dos papeis maternais. Na segunda parte ("O Espelho da Tradição"), ele examina mitos e tabus relacionados a dinâmicas familiares. Na terceira parte ("Psicanálise e Antropologia"), ele examina o abismo entre as duas disciplinas acadêmicas, e o papel do parricídio como uma das possíveis fundações da cultura. Na quarta parte ("Instinto e Cultura"), é examinado como seres humanos realizaram a transição de instintos animalescos para uma sociedade organizada, situando a família como o "berço da cultura nascente". Ele descreve como tabus que se desenvolvem dentro de uma sociedade devem então ser reforçados através da autoridade e da repressão.
A partir da observação da sexualidade entre os Trobriandeses, Malinowski delimita o Complexo de Édipo à Sociedade Patriarcal da Europa da virada do século XIX para o século XX, da qual Freud fazia parte, visto que entre os ilhéus das Ilhas Tobriand não observou tal ocorrência, o que para ele indicava que os complexos era uma ocorrência cultural específica de cada cultura. Malinowski relatou que na sociedade insular matriarcal das ilhas, os meninos são disciplinados imparcialmente por seus tios, não seus pais. Malinowski relatou que meninos sonhavam com tios temidos, não pais carinhosos, assim o poder — e não a inveja sexual — seria a fonte do conflito Edipal nessas sociedades.
Entre os psicanalistas que descordaram das conclusões de Malinowski apresentadas no livro, estavam Ernst Jones e Jacques Lacan.[carece de fontes?]